# Valentin Götzinger
Valentin Götzinger (Graz, 12 december 2000) is een Oostenrijks voormalig baan- en wegwielrenner die enkele jaren reed voor WSA KTM Graz.
In 2020 werd hij Oostenrijks kampioen op de weg.

## Palmares

### Wegwielrennen
2018
 Oostenrijks kampioenschap op de weg, Junioren
 Oostenrijks kampioenschap tijdrijden, Junioren
2019
 Oostenrijks kampioenschap tijdrijden, Beloften
2020
 Oostenrijks kampioenschap op de weg, Elite

### Baanwielrennen
| Jaar     | NK                                           | EK       | WK       | Overig   |
| Junioren | Junioren                                     | Junioren | Junioren | Junioren |
| -------- | -------------------------------------------- | -------- | -------- | -------- |
| 2017     | omnium, puntenkoers · scratch                |          |          |          |
| 2018     | sprint, 1km tijdrit · scratch, achtervolging |          |          |          |
| Elite    |                                              |          |          |          |
| 2019     | 1km tijdrit                                  |          |          |          |
| 2020     | koppelkoers                                  |          |          |          |

## Ploegen
- 2019 –  Maloja Pushbikers
- 2020 –  WSA KTM Graz